# Groote Compagnie
De Groote Compagnie was een bedrijf in aandelenhandel. Het werd op 11 februari 1609 opgericht met als doel te handelen in aandelen van de Vereenigde Oostindische Compagnie (VOC). Het consortium werkte in het geheim. De aandelen werden verhandeld op naam van de aandeelhouders. De opzet was niet alleen om geld te verdienen, maar ook om de VOC schade toe te brengen. De meeste aandelen werden verhandeld in de periode van juni 1609 tot en met januari 1610. Het bedrijf sloot zijn werkzaamheden af met een verlies van 45.000 gulden.

## Aandeelhouders
Er waren elf deelnemers. Isaac le Maire had 4/15 deel van de aandelen in handen. Hans Bouwer bezat 2/15 deel. Cornelis Ackersloot, Cornelis van Foreest, Willem Brasser, Jan Henrixcz. Rotgans, Jacques Damman en Marten de Meyere hadden ieder 1/15 in bezit. Haermen Rosecrans en Steven Gerritsz ten slotte bezaten ieder 1¼/15 deel.
Le Maire en zijn kompanen deden aan naked short sales, wat inhield dat ze afspraken om een koper op termijn (meestal één of twee jaar later) aandelen te leveren waarvan de verkoopprijs van tevoren was vastgelegd en die ze niet in eigendom hadden. Ze speculeerden dat de koers zou zakken en dat zij om winst te maken de te leveren aandelen kort voor de afwikkelingsdatum tegen een lagere prijs konden inkopen. Daarnaast dumpte het consortium grote partijen aandelen op de markt, een poging de markt te verzadigen in de hoop dat de koers zou zakken. Isaac le Maire zelf verkocht in 1610 voor een bedrag van 69.400 gulden aan aandelen.
Le Maire ging er waarschijnlijk van uit dat de concurrentie van de op te richten Franse Oost-Indische Compagnie er voor zou zorgen dat de koers aanzienlijk zou dalen, maar die kwam er niet omdat de Franse koning in 1610 vermoord werd. Om de koers toch te drukken, werden met succes allerlei geruchten verspreid. Om die geruchten geloofwaardig te maken, verkochten ze aandelen aan elkaar in de hoop dat door deze schijnverkoop de koers nog meer zakte. Dit was ten nadele van de VOC-aandeelhouders die zich soms genoodzaakt zagen hun aandelen met verlies te verkopen.
De aandelenkoers was voorheen op en neer gegaan en in 1609 daalde hij sterk. De VOC-bewindhebbers weten die flinke daling op de eerste plaatst aan Isaac le Maire, evenals aan andere bassiers, en beklaagden zich bij de Staten-Generaal en Staten van Holland en West-Friesland. Zij schreven dat zij merkten dat er tegen de VOC samengespannen werd "by forme van rotterye". Le Maire en de anderen werden verweten voor "honderdduizenden" meer te verkopen dan zij in bezit hadden en na het afsluiten van de transactie geruchten de wereld in te helpen om "daermede de actiën te doen slappen". De VOC wilde dat de termijnhandel beperkingen werd opgelegd. De termijn waarop aandelen verkocht werden op een vooraf gestelde prijs, zou volgens de bewindhebbers niet langer mogen zijn dan één maand.
Via de Staten-Generaal wist de VOC te bewerkstelligen dat er in 1610 een verbod kwam op de handel in aandelen die niet in eigen bezit waren. Dit was de eerste staatsinmenging ooit in de handel van aandelen.
Diverse leden van de Groote Compagnie verkochten hun aandelen zonder dat die van hen werden uitgeschreven. Zij deden dat in samenwerking met de VOC-hoofdboekhouder Barent Lampe. Om een aandeel over te dragen, moesten de verkoper en de koper in tegenwoordigheid van twee VOC-bewindhebbers in het kantoor van de hoofdboekhouder verschijnen. Ter plekke werden de nieuwe aandeelhouders ingeschreven, maar Lampe schreef de ingebrachte gelden niet uit bij de verkopende partij. Daardoor konden de verkopende partijen recht blijven doen gelden op de uitkering van eventuele dividend en de kopende partijen niet. De inschrijving was ongeldig als de uitschrijving niet had plaatsgevonden. In feite werden fictieve aandelen gecreëerd.
Vooral Hans Bouwer maakte zich daaraan schuldig. Hij 'verkocht' op deze manier voor 24.900 gulden aan aandelen. De anderen waren zijn broer Jasper Bouwer (7800 gulden), Haermen Rosecrans (3000 gulden), Cornelis van Foreest (eveneens 3000 gulden) en Jacques van de Geer (slechts 300 gulden). In totaal werd er op deze wijze voor 39.000 gulden gefraudeerd. Na de ontdekking ervan werden de verkopers gesommeerd de kwestie in de minne te schikken. Hans Brouwer was de enige die daaraan niet kon voldoen en werd gedagvaard, net als Lampe.
Om de onrust op de beurs een halt toe te roepen, keerde de VOC in 1610 een dividend uit van 75% van de nominale waarde en de aandelenkoers steeg daarop. De Groote Compagnie leed daardoor uiteindelijk verlies. Volgens de historicus Van Dillen bedroeg die in totaal 45.000 gulden. Meer dan één aandeelhouder ging failliet. Le Maire kon aan zijn financiële verplichtingen voldoen.